# Проєкт Постанови про визнання державного суверенітету Чеченської Республіки Ічкерія
Проєкт Постанови про визнання державного суверенітету Чеченської Республіки Ічкерія — запропонований Україною законопроєкт, у якому український парламент голосуватиме за визнання незалежності Чечні у відповідь на визнання Росією ЛНР та ДНР.
Він надійшов до Верховної Ради України 11 липня і того ж дня переданий керівництву. Його було направлено на розгляд Комітету 13 липня, а 14 липня надано для ознайомлення. Зараз це опрацьовується в комітеті.
5 вересня 2022 року законопроект було відкликано, але 18 жовтня 2022 року була ухвалена інша постанова, яка визнавала Чеченську Республіку Ічкерію тимчасово окупованою Росією.

## Реакції
- Глава Чечні Рамзан Кадиров назвав проєкт постанови «абсолютно смішним і абсурдним» і нагадав, що «Ічкерії не існує навіть на папері». "Його ліквідували самі колишні ічкерійці, які у 2007 році оголосили про скасування Ічкерії та створення так званого «Кавказький емірат».[4]